# 鉱物科学研究所
鉱物科学研究所（こうぶつかがくけんきゅうじょ）は、鉱物の鑑定や研究などを行うホリミネラロジー株式会社の研究所。
設立当初から鉱物の科学的な分析の必要性を訴え、鉱物・宝石の両業界の中でもいち早く、エネルギー分散型蛍光Ｘ線装置 (EDX)、粉末X線回折装置 (XRD) などの分析機器を導入し、鉱物種の確認を行う。
鉱物科学研究所は新鉱物の発見にも関わっており、福島県船引町の船引高校小林教諭が、1999年に水晶山で採集した不明鉱物は、鉱物科学研究所に送られ、鉱物科学研究所の分析で新鉱物の可能性があることが分かり、国立科学博物館に調査を依頼し、世界で報告例のない新鉱物岩代石であることが確認された。
創設者及び所長の堀秀道は、岩代石を始め5種の新鉱物を発見し、アンモニウム白榴石の発見に対して櫻井賞を受賞している。